# 川上ゆき
川上 ゆき（かわかみ ゆき、1月15日 - ）は、日本の女優、女性声優。岡山県出身。フェザード所属。

## 人物・来歴
劇団ひまわり、日本ナレーション演技研究所を経て2016年に、声優アワード新人発掘オーディション最終選考合格。2016年4月よりフェザード所属。
趣味：占い、モノマネ、読書

持っている資格：プログラミング検定2級、簿記検定1級、漢字検定準2級、食品衛生管理者
吹替に多く出演し、そのほかにNHKなどでナレーションも担当している。
ゲーム『ボク姫PROJECT』（日本一ソフトウェア）にて、一人でメインキャラ3人+1人を演じ分けた。
本人は自身のラジオ番組（文化放送超A&G+）『川上ゆきのおねがいっ！ きいてっ！』で事務所に入所当時は声色は一つしか出せなかったと回想している。
声の出演のほかにイベント、Youtube番組のMCやラジオパーソナリティなど活動の他に、映画に出演するなど活動の幅を広げている。

## 出演
太字はメインキャラクター。

### テレビアニメ
2016年
- マギ シンドバッドの冒険（女の子B）

2018年
- ハワイアン コヌ（コヌ[4]）

2020年
- 半妖の夜叉姫 壱の章（お母さん[5]）

2021年
- コヌとたのしいおともだち（コヌ[6]）
- 半妖の夜叉姫 弐の章（36話[7]）

### Webアニメ
2010年代
- spinoid（黒髪の男の子）

### 吹替
- 『WHAT/IF　選択の連鎖』若いアン[8]
- 『ロッコーのモダンライフ　ハイテクな21世紀』[9]ノージー　ほか
- 『チャイルド・プレイ』[10] ベン
- 『スポンティニアス』[11]スカイ　ほか
- 『ザ・スイッチ』[12]ジニー　ほか
- 『クワイエット・プレイス2』[13]
- 『でっかくなっちゃった赤い子犬　僕はクリフォード』[14]

### ゲーム
- 『ラピス・リ・アビス』町の長・PVナレーション[15]
- 『殺人探偵　ジャック・ザ・リッパー』ソフィー[16]
- 『ボク姫PROJECT』伊草アキラ[17]　ほかPVナレーション
- 『少女地獄のドクムス〆』喪服の少女[18]
- ソーシャルゲーム音声　　ほか

### 映画(顔出し)
- 2022年公開映画　『きみの正義　ぼくの正義』

### ナレーション
- NHK BS1
- NHK BSプレミアム

### ラジオドラマ
- 青春アドベンチャー（NHK-FM）
  - 『シンクホール』（2021年1月）[19]
- FMシアター（NHK-FM）
  - 『マイライフ・アズ・ア・ドッグ』（2022年1月22日）[20]

### ラジオパーソナリティ
- 『川上ゆきのおねがいっ！きいてっ！』（文化放送超A&G+）2クール[21]
- 『諏訪道彦のスワラジ』（文化放送超A&G+）アシスタント 8クール[22]
- 『睡眠情報局』ガイド（レインボータウンFM）ガイド・CMナレーション[23]

### ボイスドラマ
- 『殺人探偵　ジャック・ザ・リッパー』
- 『ボク姫PROJECT』

### ラジオCM
- 『グリーンエイト』
- 『サークルオブコルク』
- 『ケアクリニック代々木』
- 『溝口クリニック』
- 『アロマブルーム』

### MC・司会進行
- 『りぼん☆みらいフェスタ2018』カフェステージ[24]
- 『ロードモバイル　世界大会ゲスト』
- 『ロードモバイルニュースネットワーク』3シーズンレギュラー[25]
- 『ジャパンフィッシングショー2019』
- 『釣りフェスティバル2020』

### 歌
『ボク姫PROJECT』（ゲーム）OP・ED 

### Youtube番組
- 『川上ゆきのおねがいっ！きいてっ！』season2
- 『フェザードキッズ』（幼児向け歌番組）
  - ジングルベル
  - うれしいひなまつり
  - こいのぼり
  - あめふり
  - うみ

### 舞台
- 『伝説の歌姫』マゼンダ役
- 『フェイク』星役
- 『嵐になるまで待って』津田役
- 『誰が花を咲かせるのだろう』ゆき役[26]
- 『女たちの生』ゆき役[27]

### その他
日本レコード協会 啓発動画
大山east商店街紹介
企業VP
ボイスオーバー
パチンコ『春一番』
パチンコ『13日の金曜日』